# Bases Loaded 4
Bases Loaded 4 (燃えプロ!最強編, Moe Pro! Saikyouhen au Japon) est un jeu vidéo de baseball sorti en 1991 sur Famicom au Japon et en 1993 sur NES aux États-Unis. Le jeu a été développé par TOSE et édité par Jaleco.